# Mónica Eva Copa
Mónica Eva Copa Murga (nascida em 3 de janeiro de 1987, na cidade de El Alto, La Paz, Bolívia) é a prefeita da cidade de El Alto, na Bolívia.
Estudante de serviço social da UPEA e política boliviana, foi a presidenta da Câmara de Senadores de Bolívia entre 14 de novembro de 2019 e 3 de novembro de 2020. Depois da renúncia de Adriana Salvatierra e outros servidores públicos do governo de Evo Morais, e a consequente ascenssão de Jeanine Áñez como presidenta da Bolívia, no meio da crise política boliviana de 2019, Eva Copa se tornou Presidenta do Senado, iniciando assim sua etapa de maior notoriedade política, a qual culminou em sua eleição como prefeita mais jovem de uma cidade da Bolívia.
Em 2022, Eva Copa foi incluída pela revista Time em sua lista Time100 Next, reconhecida como uma líder emergente no mundo. No mesmo ano, também foi indicada como uma das 100 mulheres mais influentes do mundo pela BBC.

## Biografia
Eva Copa nasceu um 3 de janeiro de 1987, na cidade de El Alto, na Bolívia. É a penúltima de 7 filhos de um casal de artesãos, oriundos do município de Pucarani, localizado na Província de Los Andes, do Departamento de La Paz. A família de Eva Copa, emigrou da área rural para a cidade de La Paz durante a década de 1980. Mias tarde, mudaram para a cidade de El Alto.
Embora Eva Copa tenha nascido na cidade de El Alto, ela viveu parte de sua infância e adolescência no Bairro de Pasankeri, no Distrito 4 do Macrodistrito de Cotahuma, na cidade de La Paz, capital administrativa da Bolívia. Ali, começou seus estudos escolares em 1993, se formando bacharel em 2005, pelo Colégio Luis Espinal Camps, de Cotahuma.
Eva Copa queria estudar na Universidade Maior de San Andrés (UMSA), mas por causa dos escassos recursos econômicos de sua família, não pôde. Então ela decidiu estudar na Universidade Pública de El Alto (UPEA), onde se formou em 2011 como licenciada em serviço social.
Durante seu período na universidade, Eva Copa se destacou por ser uma dirigente universitária. Começou como delegada de seu curso, logo como dirigente do centro de estudantes, para terminar sendo secretária geral da Federação Universitária Local (FUL) da cidade de El Alto. Também foi "ativista política pela defesa dos direitos da juventude e da mulher altenha" e ativista de plataformas de socialização e concientização dos direitos e garantias das mulheres.

## Carreira política

### Senadora da Bolívia (2015-2020)
Eva Copa ingressou muito cedo à vida política do país: quando ainda tinha 27 anos de idade, foi candidata ao cargo de senadora pelo Departamento de La Paz, em representação do partido do Movimento ao Socialismo, durante as eleições nacionais de outubro de 2014. Tendo sido empossada senadora em 18 de janeiro de 2015, aos 28 anos de idade.

### Presidenta da Câmara de Senadores de Bolívia (2019-2020)

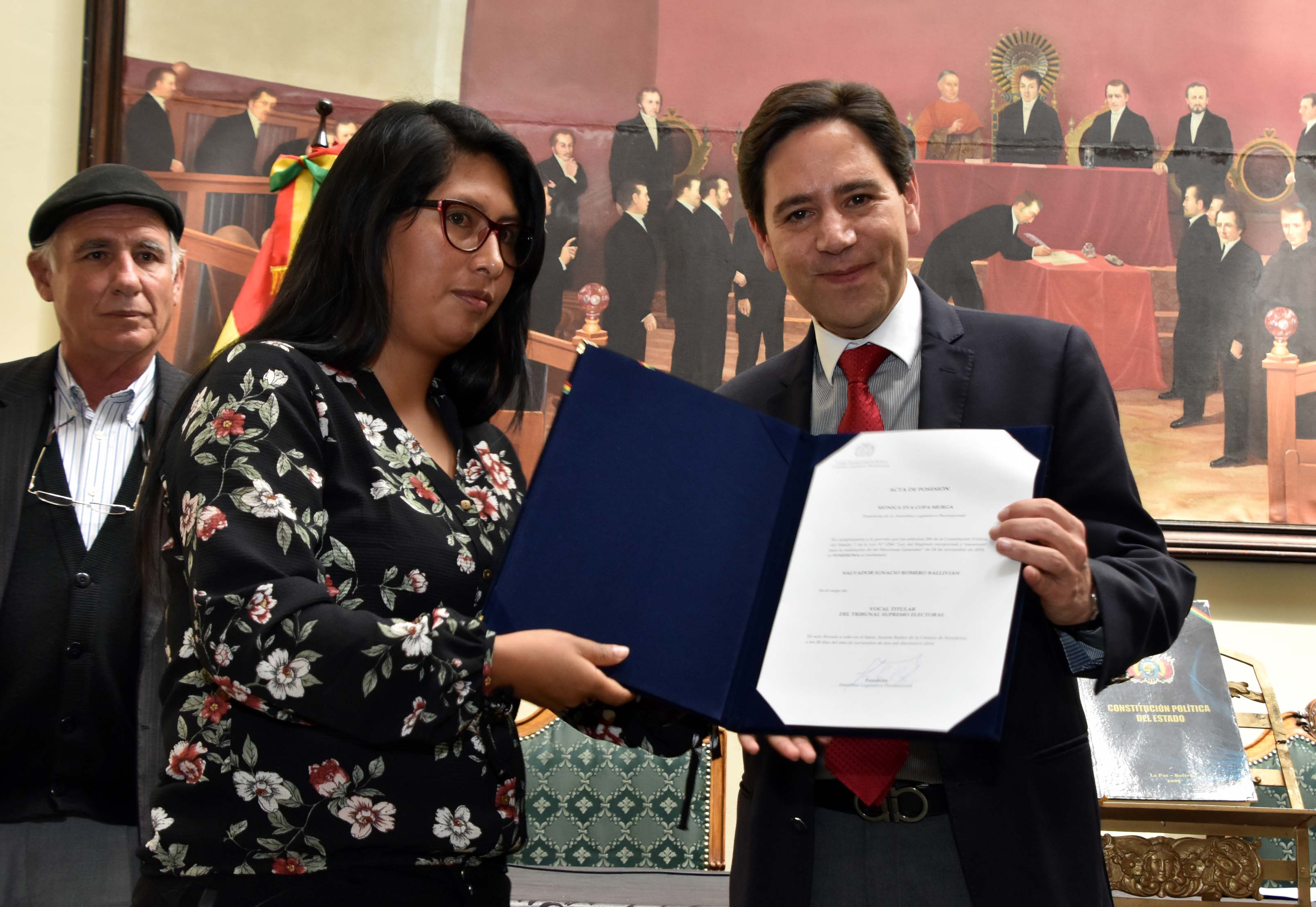
Eva Copa, como presidenta da Câmara de Senadores da Bolívia, na posse de Salvador Romero como presidente do Supremo Tribunal Eleitoral da Bolívia.

Devido aos conflitos sociais suscitados durante os meses de outubro e novembro de 2019 na Bolívia, várias altas autoridades do Movimento ao Socialismo renunciaram a seus respectivos cargos. Entre elesestavam o Presidente da Bolívia Evo Morales, o Vice-presidente de Bolívia Álvaro García Linera, a presidenta da Câmara dosSenadores Adriana Salvatierra Arriaza, e o presidente da Câmara dos Deputados Víctor Borda Belzú. Devido a estas vacâncias no poder, Eva Copa assumiu a presidência da Câmara de Senadores da Bolívia em 14 de novembro de 2019; onde permaneceu até 3 de novembro de 2020.

### Coronavirus (2020)
Em 10 de julho de 2020, confirmou-se a notícia a nível nacional e também a nível internacional, que a presidenta da câmara de senadores Eva Copa Murga tinha contraído o Coronavirus. Desta maneira, Eva Copa passou a estar em isolamento preventivo em seu domicílio.

### Prefeita da Cidade de El Alto (2021)
A ex-presidenta do senado Eva Copa foi nominada como possível candidata à prefeitura da Cidade de El Alto pelo partido Movimento ao Socialismo (MAS) desde finais da gestão de 2020. A nomeação repentina do ex-prefeito Zacarias Maquera para a vaga fez com que Eva Copa aceitasse a postulação pelo agrupamento "Jallalla", separando-se de seu partido anterior.
Eva Copa ganhou as eleições à Prefeitura de El Alto com o 67% dos votos válidos, colocando-se junto a Santos Quispe de seu mesmo agrupamento, no espectro político oposto ao oficialismo do MAS.

## Controversas viagens ao exterior

### Alemanha
Durante sua gestão na prefeitura, os vereadores de oposição têm criticado Eva Copa por suas constantes viagens ao exterior. A primeira viagem que Eva Copa realizou foi para a Alemanha para assistir a uma “Feira do Meio ambiente”, que aconteceu na cidade alemã de Munique, entre 30 de maio e 3 de junho de 2022, organizada pela Fundação Hanns Seidel. A vereadora do MAS-IPSP Wilma Alanoca denunciou que até agora não se conhecem os benefícios dessa viagem para El Alto, já que, segundo ela, Eva Copa não tem feito nada sobre a problemática do meio ambiente que se vive atualmente na cidade ou pelo menos sobre o lixão municipal de Milluni, que gerou conflitos com os vizinhos do lugar e reclamações sobre a proliferação de cães de rua que abundam na cidade de El Alto.

### Polônia
A segunda viagem de Eva Copa foi para a Polônia para participar do "Fórum Urbano Mundial 11" que aconteceu na cidade de Katowice, entre 26 de junho e 30 de junho de 2022. O evento foi organizado pelo Programa das Nações Unidas para os Assentamentos Humanos (ONU Habitat) para tratar a rápida e acelerada urbanização das grandes cidades no mundo e seu impacto nas pessoas, na economia, na cidade e na mudança climática durante as últimas décadas. Mas segundo a vereadora Wilma Alanoca, até agora Eva Copa ainda não enviou sequer um relatório ao conselho municipal sobre as conclusões e os benefícios advindos dessa segunda viagem ao exterior.

### Estados Unidos
A terceira viagem de Eva Copa foi aos Estados Unidos para participar do “Diálogo Regional de Políticas sobre Diversidades” que aconteceu na capital estadunidense de Washington, entre 1 de agosto e 2 de agosto de 2022, organizado pelo Banco Interamericano de Desenvolvimento (BID). Embora o evento tenha durado somente dois dias, a vereadora Wilma Alanoca denunciou que Eva Copa se ausentou de suas funções por sete dias (uma semana inteira), entre 29 de julho e 5 de agosto. Alanoca também questionou que a Prefeitura de El Alto aona não tenha realizado estudo sobre os povos indígenas que vivem nos distritos rurais da cidade apesar da participação no dito fórum nos Estados Unidos.
Ante os constantes questionamentos de suas viagens, a prefeita Eva Copa defendeu-se acusando publicamente a vereadora Wilma Alanoca de não ter feito nada por El Alto durante sua trajetória política de 2 anos e 10 meses; sendo que Alanoca chegou a ocupar o alto cargo de Ministra de Culturas e Turismo da Bolívia (entre 23 de janeiro de 2017 e 10 de novembro de 2019 - durante o terceiro governo de Evo Morales). Segundo Eva Copa, atualmente não se vê nenhum grande teatro ou um bom museu na cidade de El Alto para além do já criticado Museu de Orinoca, que alberga os presentes que Evo Morales recebeu durante os 14 anos que permaneceu no poder (2006-2019).

### Turquia
Em 29 de setembro de 2022, a vereadora do MAS-IPSP Fabiola Furuya denunciou que Eva Copa viajou pela quarta vez ao exterior e, nesta ocasião, para a Turquia para participar do fórum do "Dia Mundial do Habitat", na cidade de Baliquesir, tendo solicitado ao concelho municipal permissão para ausentar-se de 30 de setembro até 5 de outubro de 2022. No entanto, a vereadora Furuya questionou esta quarta viagem, pois segundo ela, a prefeita Eva Copa decidiu ausentar-se de El Alto em um momente em que vários conflitos precisam ser resolvidos.

## Vida pessoal
Mónica Eva Copa Murga tem dois filhos.

## Reconhecimentos
2022 - Time100 Next da revista Time.
2022 - 100 mulheres da BBC.